# Cribb & Foote
Cribb & Foote was een warenhuis in Ipswich, Queensland, Australië, dat bestond van 1849 tot 1977, toen de naam gewijzigd in warenhuis Reid's na een overname.

## Geschiedenis
De zakenman uit Ipswich, Benjamin Cribb, opende in 1849 een stoffenwinkel en ging in 1854 een partnerschap aan met John Clarke Foote. Onder de naam Cribb and Foote richtten ze een warenhuis op in Ipswich. Het oorspronkelijke bakstenen gebouw werd ontworpen door architect F.D.G. Stanley. Er waren lichtkokers aanwezig voor natuurlijke verlichting en ventilatie. De winkel was van cruciaal belang voor de vroege gemeenschap en ondersteunde de katoenteelt en andere lokale industrieën. Het oorspronkelijke gebouw raakte beschadigd door een brand in 1865, waarna het bedrijf zich vestigde in een uitbreiding op de hoek van Bell Street en Brisbane Street. Na latere renovaties in 1912 werd er een vleugel van drie verdiepingen aan Bell Street toegevoegd, evenals een lift en een eigen elektriciteitsvoorziening. Er werd van alles verkocht, van knopen tot auto's. Ze hadden ook een winkel in landbouwmachines in Nicholas Street. Cribb en Foote openden een apotheek en kleinere vestigingen in en rond de regio Ipswich. Ze boden ook een postorderdienst aan voor heel Queensland. Cribb and Foote werd in 1972 overgenomen door Walter Reid and Co. en de winkel werd omgedoopt tot warenhuis Reid's. 